# Будвеце
Будвеце (пол. Budwiecie, нім. Budweitschen) — село в Польщі, у гміні Дубенінки Ґолдапського повіту Вармінсько-Мазурського воєводства.
Населення — 106 осіб (2011).
У 1975-1998 роках село належало до Сувальського воєводства.

## Демографія
Демографічна структура станом на 31 березня 2011 року:
|          | Загалом | Допрацездатний вік | Працездатний вік | Постпрацездатний вік |
| -------- | ------- | ------------------ | ---------------- | -------------------- |
| Чоловіки | 54      | 7                  | 41               | 6                    |
| Жінки    | 52      | 14                 | 26               | 12                   |
| Разом    | 106     | 21                 | 67               | 18                   |